# فردیناندو لیدا
فردیناندو لیدا (به پرتغالی: Ferdinando Pereira Leda) هافبک، مدافع اهل برزیل است که در شهر Grajaú, Maranhão و در تاریخ ۲۲ آوریل ۱۹۸۰ به دنیا آمده‌است.
فردیناندو لیدا در تیم‌های فوتبال Palmas سابقهٔ حضور دارد.